# Албена (полуостров)
Вижте пояснителната страница за други значения на Албена.
Албена (78°09′18″ ю. ш. 85°59′45″ з. д. / 78.155° ю. ш. 85.995833° з. д.) е покрит с лед полуостров в източния край на остров Брабант, Антарктика. Получава това име в чест на черноморския курорт Албена през 2009 г.

## Описание
Полуостров Албена е с дължина 13 km по направление изток-запад и ширина 9 km в източния край на остров Брабант. Разположен е южно от края на ледник Листър и северно от залива Хил. На изток завършва с нос Спаланцани.

## Картографиране
Британска топографска карта на полуострова от 1980 г.

## Карти
- Antarctic Digital Database (ADD). Scale 1:250000 topographic map of Antarctica. Scientific Committee on Antarctic Research (SCAR), 1993-2012.